# Kênh nước

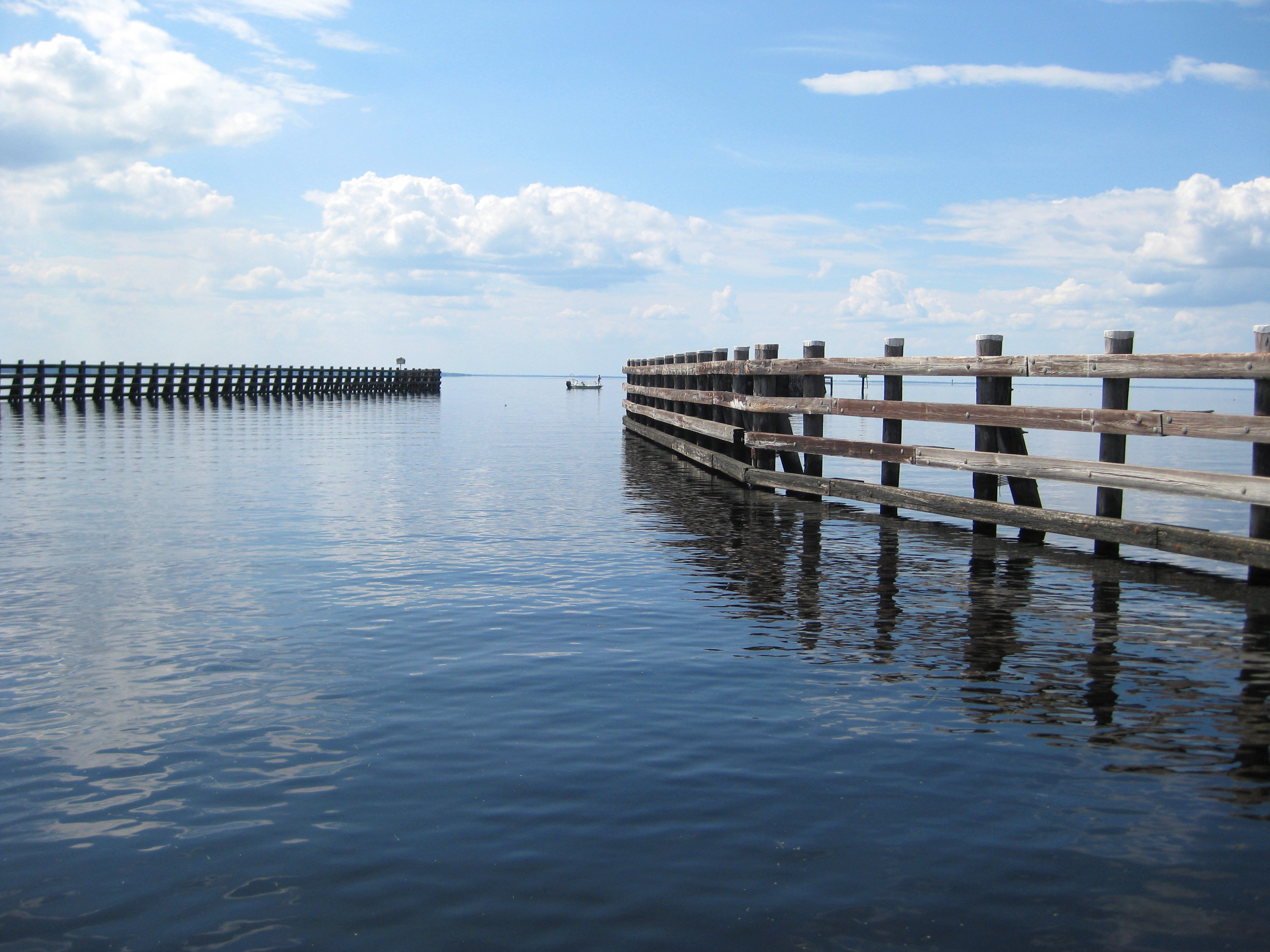
Các cọc gỗ đánh dấu kênh nước dành cho thuyền bè từ hướng sông St. Johns tiến vào hồ George, tiểu bang Florida, Hoa Kỳ.

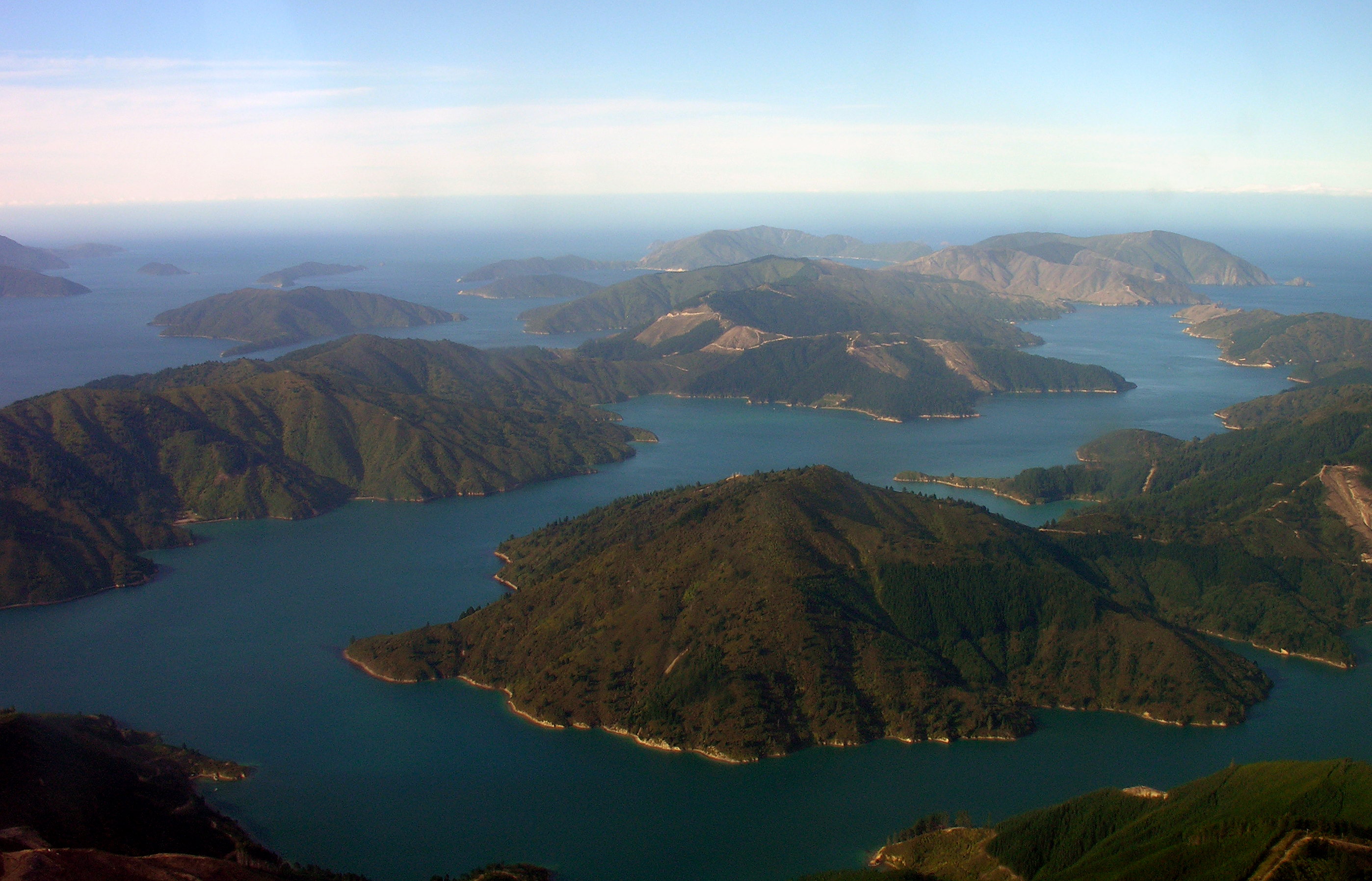
Tory Channel ở New Zealand

Trong địa lý tự nhiên, kênh nước hay thủy đạo (tiếng Anh: channel) là một lòng sông, vũng lầy hoặc eo biển có đáy (lòng) và bờ.
Một kênh nước có thể là một dòng chảy tự nhiên hoặc nhân tạo xuyên qua một đá ngầm, bãi nông, vịnh hoặc bất cứ một khối nước nông nào. Ngành hàng hải thường xuyên sử dụng khái niệm này khi muốn nói đến một đường nước đã được cơ quan chuyên trách nào đó của chính phủ đảm bảo là an toàn (có đủ độ sâu và độ rộng tối thiểu) cho việc lưu thông qua lại của mọi loại tàu bè. Điểm đến của kênh nước này có thể là cảng hoặc một bến thuyền.
Trách nhiệm giám sát các yếu tố khách quan (dông bão, lũ lụt, sự lắng đọng bùn đất theo mùa) ảnh hưởng đến hoạt động lưu thông đường thủy của tàu thuyền tuỳ thuộc vào từng địa phương. Các hoạt động bảo trì như nạo vét, khơi thông,...thường do một bên thứ ba tiến hành. Tại Hoa Kỳ, lực lượng Công binh Lục quân đảm trách nhiệm vụ theo dõi và bảo dưỡng các kênh nước dành cho giao thông đường thủy, dù rằng công việc nạo vét bùn đất thường do tư nhân tiến hành dưới sự giám sát của Công binh Lục quân.
Trong các tài liệu hàng hải, người ta thường dùng thuật ngữ "kênh nước" với nghĩa tương đương "eo biển" hoặc "luồng lạch". Theo đó, kênh nước là một khối nước hẹp nối liền hai khối nước lớn hơn lại với nhau; trong trường hợp của một quần đảo, vùng nước ngăn cách giữa các đảo với nhau được gọi là luồng lạch.

## Kênh nước ngoài Trái Đất
Kênh nước tự nhiên có thể được tìm thấy ở những nơi khác trong Hệ Mặt Trời ngoài Trái Đất và cái dài và rộng nhất là kên tháo nước ở Sao Hỏa và các kênh ở Sao Kim mà trong đó có nhiều kênh rộng hàng chục kilômét (ví dụ mạng lưới kênh từ Argyre Planitia ở Sao Hỏa dài 8000 km và Baltis Vallis ở Sao Kim dài 7000 km so với sông Nile dài 6,650 km - kênh lớn nhất trên Trái Đất). Sự hình thành chính xác của những kênh cổ lớn này chưa được biết rõ mặc dù theo lý thuyết nhiều cái có thể hình thành do siêu lũ và dòng chảy nham thạch ở sao Kim. Trong khoa học hành tinh thuật ngữ "rille" đôi khu được sử dụng để nói về sự hình thành tương tự có thể thấy ở Mặt Trăng và Sao Thủy mà chưa rõ nguồn gốc. Kênh gần đây cũng được tìm thấy ở Titan. Vệ tinh này của Sao Thổ là hành tinh duy nhất được biết đến với những kênh hoạt động vĩnh viễn trong Hệ Mặt Trời ngoài Trái Đất, cái lớn nhất dài 400 km. Người ta tin rằng chúng hình thành từ hiđrô cacbon ở vòng tuần hoàn mêtan giả thuyết.